# 伊维察·伊武希奇
伊维察·伊武希奇（1995年2月1日—），生于里耶卡，克罗地亚男子足球运动员，司职守门员，2021年加入成年国家队。他曾代表克罗地亚国家队参加2022年国际足联世界杯。

## 职业生涯
伊武希奇出生于里耶卡，他在当地的里耶卡足球俱乐部开始了自己的青年职业生涯。在签约国际米兰足球俱乐部青训学院之前，他在该俱乐部的青训学院度过了八年时间，时间为2009年。 2014年7月，他被租借至普拉托，该俱乐部位于意大利乙级联赛。 2014年8月30日，他在与圣马力诺的比赛中进行了自己的首秀。 随后，他于2015年8月17日加盟伊斯特拉1961，该俱乐部是克罗地亚甲级联赛的一支球队。
2018年1月18日，希腊俱乐部奥林匹亚科斯宣布以未透露的转会费签下了伊武希奇。
2018年6月12日，伊武希奇回到克罗地亚，并签约加入奥西耶克，合同期为四年。

## 国际生涯
2021年5月17日，伊武希奇入选了2020年欧洲杯初选的34人大名单， 但未能进入最终的26人名单。 他于2021年9月4日在与斯洛伐克的2022年国际足球联合会世界杯预选赛中为克罗地亚国家队首次亮相，并在1-0的客场胜利中保持不失球。
2022年11月9日，伊武希奇入选茲拉特科·達利奇的2022年世界杯26人名单， 在克罗地亚获得第三名的比赛中，他一直是未使用替补。